# خاطرات یک قاتل
خاطرات یک قاتل (به ژاپنی: 私が殺人犯です) یک فیلم دلهره‌آور و داستان کارآگاهی محصول سال ۲۰۱۷ سینمای ژاپن به کارگردانی یو آیری با بازی تاتسویا فوجیوارا و هیده‌آکی ایتو است. همچنین این فیلم بازسازی از فیلم کره‌ای اعتراف به قتل (۲۰۱۲) می‌باشد.

## داستان
در سال ۱۹۹۵، پنج قتل مرموز رخ داد، در سال ۲۰۱۷، مردی به نام ماساتو سونزاکی در انظار عمومی اعتراف می‌کند که قاتل است، اما پلیس به دلیل خلاء قانون نمی‌تواند او را دستگیر کند، سونزاکی کتابی منتشر می‌کند و یک سلبریتی می‌شود سپس مشخص می‌شود که هر دوی آنها کلاهبردار هستند. سونزاکی اعتراف می‌کند که می‌خواست قاتل واقعی را دستگیر کند در حالی که مرد دیگر به دنبال موفقیت مالی بود و …